# トーマス・カーティス
トーマス・カーティス (Thomas Pelham "Tom" Curtis、1870年9月7日- 1944年5月23日)は、アメリカ合衆国の陸上競技選手。1896年アテネオリンピックの110mハードルの優勝者である。

## 経歴
カーティスは、マサチューセッツ工科大学で電子工学を専攻していた1896年にボストン陸上競技協会のメンバーとしてアテネオリンピックに参加することとなった。
初日、カーティスは100mの予選第2組に出場し、12.2秒のタイムで決勝に進出を決める。しかし決勝では、同日に行われる予定の彼の専門種目である110mハードル出場に備えて棄権。110mハードルは予選を勝ち上がった2人の選手によって行われる予定だったが、フランスのフランツ・リフェルが同僚が出場するマラソンのアシストのために棄権、アメリカのウェルス・ホイトが棒高跳の出場準備のため棄権した。このため、イギリスのグラントリー・ゴールディングとの一騎討ちとなる。レースはスタート直後からカーティスが僅かにリードするが、最初のハードルでゴールディングが並び、最後のハードルを越えるときはゴールディングがリードしていた。しかし体を投げ出したカーティスがわずか5cm先着で優勝、17.6秒で金メダルを獲得した。
1944年5月23日、74歳で死去。